# Helmut Eschwege
Helmut Eschwege (geboren am 10. Juli 1913 in Hannover; gestorben am 19. Oktober 1992 in Dresden) war ein deutscher Historiker und Dokumentarist.
Dem jüdischen Helmut Eschwege gelang in den 1930er Jahren die Emigration und die Einwanderung nach Palästina. Nach dem Ende der nationalsozialistischen Herrschaft ging er in die sowjetische Besatzungszone (SBZ), blieb in der DDR und publizierte als einer der ganz wenigen Historiker der DDR zur jüdischen Geschichte und zur Shoah. Eschwege, der ursprünglich als Kaufmann ausgebildet worden war, entschied sich erst 1952/53 als Historiker zu arbeiten. Damals führte die SED eine Kampagne gegen die jüdischen Gemeinden der DDR, die sie als „5. Kolonne des US-Imperialismus“ bezeichnete. Viele Juden flohen. Eschwege blieb, schrieb und publizierte unter großen Schwierigkeiten. International war er ein geachteter Forscher. In der DDR wurde er ausgegrenzt und schikaniert. Als die SED-Diktatur in der DDR zusammenbrach, gründete er in Dresden mit anderen zusammen die Sozialdemokratische Partei in der DDR (SDP) und schrieb seine Lebenserinnerungen.

## Leben
Helmut Eschwege besuchte die Talmud-Tora-Schule in Hamburg und absolvierte 1929 bis 1931 eine Ausbildung zum Kaufmann und ging danach auf Wanderschaft. 1929 bis 1933 war er Mitglied der SPD und der Kampforganisation Reichsbanner Schwarz-Rot-Gold. 1934 emigrierte er nach Dänemark und kam 1937 nach Palästina. Dort arbeitete er als Transport- und Plantagenarbeiter und schloss sich der Kommunistischen Partei Palästinas an. 1942 meldete er sich freiwillig  zur britischen Armee, wo er als Zivilbeschäftigter eingesetzt wurde.
Noch 1945 hatte er dem späteren Mitglied der KPD-Führung Paul Merker den Rat gegeben, eine deutsche Regierung solle folgende Erklärung abgeben: „Das deutsche Volk erwartet, dass das Vertrauen der Juden zu ihm in der Zukunft zurückkehren möge. Dies hofft es durch seine künftige Führung und Taten zu beweisen. Das deutsche Volk anerkennt durch aktive oder passive Beteiligung in seiner überwiegenden Mehrheit am Hitlersystem seine Schuld gegenüber den Juden und hofft, den wenigen überlebenden Juden und jüdischen Gemeinschaften durch weitgehende Wiedergutmachung der wirtschaftlichen und körperlichen Schäden einen Teil seiner Schuld abzutragen.“ Diese Haltung setzte sich jedoch in der SED nicht durch.
1946 kam er über Karlsbad nach Deutschland zurück. 1947 organisierte er die Rückführung umfangreicher Buchbestände aus jüdischem Besitz von Prag nach Deutschland. Die Sammlung wurde 1952 in den Bestand des Museums für Deutsche Geschichte überführt, wo Eschwege Abteilungsleiter war. In der Folgezeit wurde er mehrfach aus der SED ausgeschlossen (u. a. wegen „Zionismus“) und wieder in die Partei aufgenommen. Nach seinem dritten Parteiausschluss 1958 ging er als Bibliothekar an die Technische Hochschule Dresden. Hier wurde er 1976 wegen unerlaubten Kopierens von Westliteratur zum Pförtner degradiert, auf Grund seines internationalen Ansehens aber wieder als Dokumentarist eingesetzt. Alle seine Publikationen musste er jedoch in seiner Freizeit verfassen. Die DDR erkannte Eschwege nicht als Historiker an.
In seiner Autobiographie (Fremd unter meinesgleichen, Berlin 1991) hat Eschwege die jahrzehntelangen Schikanen beschrieben, mit denen die SED seine Forschungen zur Geschichte jüdischen Lebens in Deutschland behinderte und zu zerstören versuchte. Seine Dokumentation über Diskriminierung, Entrechtung und Vernichtung der Juden im Nationalsozialismus „Kennzeichen J“ konnte erst nach 1966 in der DDR erscheinen. Die von Eschwege zusätzlich erarbeitete Analyse der Verfolgung und Vernichtung der Juden blieb ungedruckt. Auch sein international beachtetes Buch „Die Synagoge in der deutschen Geschichte“ (1980) lag zwölf Jahre beim Verlag und musste mehrfach umgearbeitet werden. Die Untersuchung „Selbstbehauptung und Widerstand. Deutsche Juden im Kampf um Existenz und Menschenwürde 1933-1945“ (1984) konnte, überarbeitet von dem Historiker Konrad Kwiet, nur in der Bundesrepublik erscheinen. Für sein Manuskript „Geschichte der jiddischen Sprache und Literatur“ interessierte sich nur die Bibliothek Germania Judaica in Köln, der Eschwege es nach erfolglosen Verlagsverhandlungen auch übergab. Sein Werk über die Geschichte der Juden, die vor 1945 auf dem Gebiet der späteren DDR gelebt hatten und das Manuskript über die Geschichte der jüdischen Friedhöfe in der DDR blieben ebenfalls unveröffentlicht. Nur Kopien der Manuskripte sind noch in einigen Bibliotheken der neuen Bundesländer vorhanden. Eschwege publizierte zu diesen Themen jedoch ebenfalls im Westen.
Der Historiker korrespondierte bei seinen Recherchen mit Instituten, Museen und Persönlichkeiten in der ganzen Welt. „Er betrieb“ – wie die Historikerin Hartewig resümierte – „auf unkonventionellen Nebenpfaden als Einzelgänger Kulturpolitik auf eigene Faust…“ International erhielt er auch schon bald die Anerkennung, die ihm die DDR verweigerte. Selbstverständlich wurden seine Aktivitäten auch vom Ministerium für Staatssicherheit (MfS) beobachtet. Er wurde im Operativvorgang (OV) „Zionist“ bearbeitet.
Eschwege hatte trotz aller Behinderungen auch in der DDR einen über die jüdische Gemeinschaft hinausreichenden Wirkungskreis. Seit 1965 war er auch in den verschiedensten Arbeitskreisen für christlich-jüdische Zusammenarbeit und bei Tagungen der „Aktion Sühnezeichen“ häufig als Referent anzutreffen. Wie man aus den Erinnerungen verschiedener Bürgerrechtler weiß, hatte er dadurch auch großen Anteil an der Ermutigung junger Menschen zur Auseinandersetzung mit dem Thema Shoah. Nicht umsonst verlieh ihm der Koordinierungsrat der Gesellschaften für christlich-jüdische Zusammenarbeit der Bundesrepublik am 11. März 1984 in Worms, zusammen mit dem Leipziger Pfarrer Siegfried Theodor Arndt, die Buber-Rosenzweig-Medaille. Eschwege schrieb dazu: „Die Auszeichnung … war natürlich vor allem eine Auszeichnung der vielen Aktivitäten christlich-jüdischer Gruppen in der DDR, die unter verschiedenen Namen agieren und im Bund der Evangelischen Kirchen zusammengefasst sind.“
Die Schikanen, denen Eschwege ausgesetzt war, hatten einen wesentlichen Grund: jede Publikation zum Thema Juden, Shoah und Deutschland brachte in der DDR erneut zu Bewusstsein, dass der antifaschistische Staat sich bis zum Ende weigerte, alle von den Nationalsozialisten geschädigten Juden bzw. ihre Nachkommen vollständig zu entschädigen bzw. das „arisierte“ Eigentum rückzuerstatten. Auch eine Aufbauhilfe für Israel wurde zurückgewiesen. Erst die frei gewählte Volkskammer nach dem Ende der SED-Diktatur bekannte sich 1990 – auf Initiative des Bürgerrechtlers Konrad Weiß – für die gesamte deutsche Geschichte verantwortlich und im Zuge des Einigungsvertrages wurde im Jahr 1990 auch die „Rückerstattung-Ost“ auf den Weg gebracht.

## Inoffizieller Mitarbeiter der Staatssicherheit

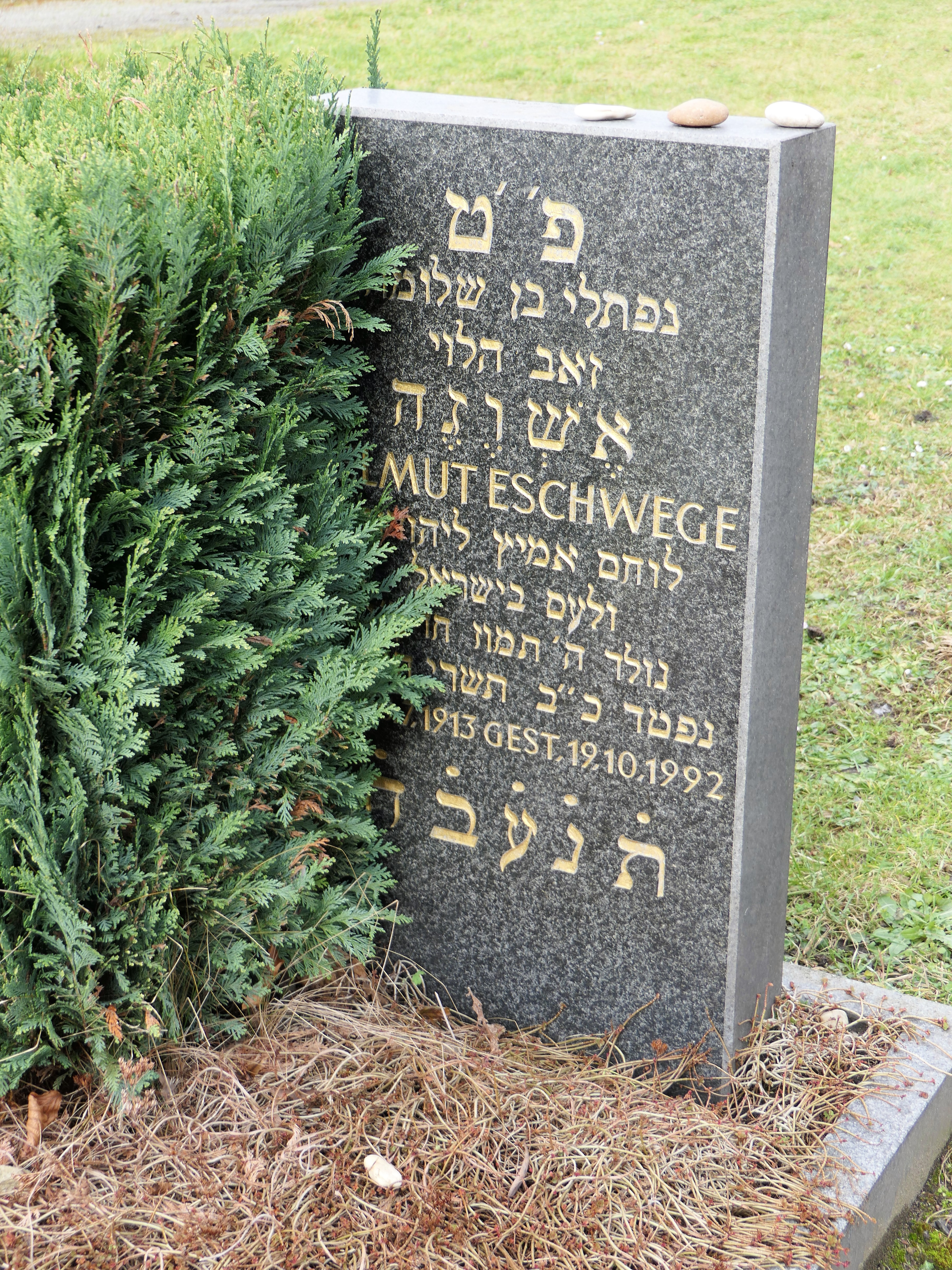
Grab von Helmut Eschwege auf dem Neuen Jüdischen Friedhof in Dresden

Vom MfS wurde Eschwege als Inoffizieller Mitarbeiter („IM Ferdinand“) geführt. Er wollte bis zum Ende der DDR nicht daran glauben, dass die SED ihre Ansichten zum Antizionismus/Antisemitismus und ihre Haltung zu Israel nicht ändern könnte. Er erkannte wohl auch deshalb kein Problem darin, sich als Inoffizieller Mitarbeiter anwerben zu lassen. Der erste Kontakt kam jedoch durch schlichte Erpressung zustande: Eschwege wollte seine nicht nach Deutschland zurückgekehrten Schwestern und seine Mutter in Israel besuchen. Die SED wollte ihn ursprünglich nicht reisen lassen, das MfS stimmte zu, band seine Zustimmung jedoch an die Bereitschaft des Historikers, Berichte zu schreiben. Seine Berichte verfasste Eschwege dann nicht selten mit einer gehörigen Portion Hintersinn: ihn bewegte, wie die Historikerin Hartewig schrieb, „der Ehrgeiz mit seinen Reiseberichten maßgeblich auf das Israel-Bild der Staatssicherheit und der SED Einfluss zu nehmen.“ Freilich gehörte Eschwege in den 1980er Jahren auch zu den wichtigsten Informanten des MfS in den jüdischen Gemeinden und über ihren langjährigen Verbandsvorsitzenden Helmut Aris. Selbst den Aufruf der – sich in der DDR-Wende neu gründenden – Sozialdemokratischen Partei (SDP), zu deren Mitbegründern Eschwege in Dresden selbst gehörte, überreichte er noch seinem MfS-Offizier.
Helmut Eschwege starb 1992. Sein Grab befindet sich auf dem Neuen Jüdischen Friedhof in Dresden.
Das Archiv Eschweges liegt beim Zentralarchiv zur Erforschung der Geschichte der Juden in Deutschland in Heidelberg (13 lfd. Meter).

## Publikationen
- Kennzeichen J. Bilder, Dokumente, Berichte zur Geschichte der Verbrechen des Hitlerfaschismus an den deutschen Juden 1933–1945. Mit einem Geleitwort von Arnold Zweig und einer Einleitung von Rudi Goguel. Deutscher Verlag der Wissenschaften, Berlin 1966. 2., durchgesehene und ergänzte Auflage, Deutscher Verlag der Wissenschaften, Berlin 1981.
- Resistance of German Jews against the Nazi Regime. In: Leo Baeck Year Book 15, 1970.
- Die Synagoge in der deutschen Geschichte. Eine Dokumentation. VEB Verlag der Kunst, Dresden 1980.
- (Mit Konrad Quiet) Selbstbehauptung und Widerstand. Deutsche Juden im Kampf um Existenz und Menschenwürde 1933–1945. Christians, Hamburg 1986. ISBN 3-7672-0850-4.
- Geschichte der jiddischen Sprache und Literatur. Als Manuskript in der Bibliothek Germanica Judaica in Köln.
- Geschichte der Juden im Territorium der ehemaligen DDR. 4 Bände. 1991, Unveröffentlicht, im Bestand der Deutschen Bibliothek.
- Die jüdische Bevölkerung der Jahre nach der Kapitulation Hitlerdeutschlands auf dem Gebiet der DDR bis zum Jahre 1953. In: Siegfried Theodor Arndt, Helmut Eschwege, Peter Honigmann, Lothar Mertens: Juden in der DDR – Geschichte – Probleme – Perspektiven. Arbeitsmaterialien zur Geistesgeschichte, Köln 1988.
- Soziale Arbeit im Judentum. In: Diakonie. Handreichung des Diakonischen Werkes – Innere Mission und Hilfswerk – der Evangelischen Kirchen in der DDR. Information 2, Berlin 1990.
- Fremd unter meinesgleichen. Erinnerungen eines Dresdner Juden. Links, Berlin 1991. ISBN 3-86153-023-6.
- Antisemitismus und Massenmord. Beiträge zur Geschichte der Judenverfolgung. Red. Giesela Neuhaus. Hg. Nora Goldenbogen u. a.- Rosa-Luxemburg-Verein Sachsen, Leipzig 1994 ISBN 978-3-929994-19-3; darin Eschwege: Zur Deportation alter Juden durch „Heimeinkaufverträge“ 1942–1945. S. 51–73.
- Verketzerung Israels und der Juden in der DDR. In: Horch und Guck, Heft 44, 2003/04.